# Daan Kool
Daan Kool (Zevenhoven, 12 maggio 2001) è un pistard olandese.

## Palmarès

### Pista
- 2018

Campionati olandesi, Chilometro a cronometro Junior
- 2021

Campionati europei, Chilometro a cronometro Under-23

## Piazzamenti

### Competizioni mondiali
- Campionati del mondo su pista

Francoforte sull'Oder 2019 - Velocità a squadre Junior: 5º
Francoforte sull'Oder 2019 - Keirin Junior: 7º
Francoforte sull'Oder 2019 - Velocità Junior: 3º
Francoforte sull'Oder 2019 - Chilometro a cronometro Junior: 2º

### Competizioni europee
- Campionati europei su pista

Gand 2019 - Velocità a squadre Junior: 3º
Gand 2019 - Chilometro a cronometro Junior: 2º
Gand 2019 - Velocità Junior: 3º
Gand 2019 - Keirin Junior: 3º
Fiorenzuola d'Arda 2020 - Velocità a squadre Under-23: 8º
Fiorenzuola d'Arda 2020 - Velocità Under-23: 10º
Fiorenzuola d'Arda 2020 - Chilometro a cronometro Under-23: 9º
Fiorenzuola d'Arda 2020 - Keirin Under-23: 2º
Apeldoorn 2021 - Velocità a squadre Under-23: 5º
Apeldoorn 2021 - Chilometro a cronometro Under-23: vincitore
Apeldoorn 2021 - Keirin Under-23: 8º
Anadia 2022 - Keirin Under-23: 6º
Anadia 2023 - Velocità a squadre Under-23: 2º
Anadia 2023 - Chilometro a cronometro Under-23: 3º
Apeldoorn 2024 - Chilometro a cronometro: 2º